# Direito à moradia
O Direito à moradia se tornou um direito humano universal, aceito e aplicável em todas as partes do mundo como um dos direitos fundamentais para a vida das pessoas, no ano de 1948, com a Declaração Universal dos Direitos Humanos.
Após esse marco, vários tratados internacionais expressaram que os Estados têm a obrigação de promover e proteger este direito. Hoje, já são mais de 12 textos diferentes da ONU que reconhecem explicitamente o direito à moradia. Apesar disso, a implementação deste direito é ainda um grande desafio.

## Definição
O direito à moradia é reconhecido em vários instrumentos internacionais de direitos humanos. O Artigo 25 da Declaração Universal dos Direitos Humanos reconhece o direito à moradia como parte do direito a um padrão de vida adequado.
Todo ser humano tem direito a um padrão de vida capaz de assegurar a si e a sua família saúde e bem-estar, inclusive alimentação, vestuário, habitação, cuidados médicos e os serviços sociais indispensáveis, e direito à segurança em caso de desemprego, doença, invalidez, viuvez, velhice ou outros casos de perda dos meios de subsistência fora de seu controle. — Artigo 25 da Declaração Universal dos Direitos Humanos.
O Artigo 11(1) do Pacto Internacional dos Direitos Econômicos, Sociais e Culturais (PIDESC) também garante o direito à moradia como parte do direito a um padrão de vida adequado.
No direito internacional dos direitos humanos, o direito à moradia é considerado um direito independente. Isso foi esclarecido no Comentário Geral n.º 4 sobre Moradia Adequada, emitido em 1991 pelo Comitê de Direitos Econômicos, Sociais e Culturais das Nações Unidas. O comentário geral fornece uma interpretação autoritativa do direito à moradia em termos legais sob o direito internacional.
Os Princípios de Yogyakarta sobre a aplicação da legislação internacional de direitos humanos em relação à orientação sexual e identidade de gênero afirmam que:
Todos têm o direito à moradia adequada, incluindo proteção contra despejos, sem discriminação, e os Estados devem:
a) tomar todas as medidas legislativas, administrativas e outras necessárias para garantir a segurança de posse e acesso a moradias acessíveis, habitáveis, culturalmente apropriadas e seguras, sem discriminação com base na orientação sexual, identidade de gênero ou status material ou familiar;
b) tomar todas as medidas legislativas, administrativas e outras necessárias para proibir a execução de despejos que não estejam em conformidade com suas obrigações internacionais de direitos humanos, e garantir que remédios legais ou outros adequados e eficazes estejam disponíveis para qualquer pessoa que alegue que um direito à proteção contra despejos forçados foi violado ou está sob ameaça de violação, incluindo o direito à reassentamento, que inclui o direito a terras alternativas de qualidade igual ou superior e a uma moradia adequada, sem discriminação.
O direito à moradia também é consagrado no Artigo 28 da Convenção sobre os Direitos das Pessoas com Deficiência, no Artigo 16 da Carta Social Europeia (Artigo 31 da Carta Social Europeia revisada) e na Carta Africana dos Direitos Humanos e dos Povos. Conforme o Comitê de Direitos Econômicos, Sociais e Culturais das Nações Unidas, os aspectos do direito à moradia sob o PIDESC incluem: segurança jurídica da posse; disponibilidade de serviços, materiais, instalações e infraestrutura; acessibilidade financeira; habitabilidade; acessibilidade; localização e adequação cultural.

## Programa das Nações Unidas para os Assentamentos Humanos

Logo simplificado do Programa das Nações Unidas para os Assentamentos Humanos (UN-Habitat)

O direito à moradia adequada foi uma questão chave na reunião UN-Habitat de 1996 em Istambul e um tema principal no Acordo de Istambul e na Agenda UN-Habitat. O parágrafo 61 da agenda identifica as etapas necessárias que os governos devem adotar para "promover, proteger e garantir a plena e progressiva realização do direito à moradia adequada".
A reunião UN-Habitat de 2001, conhecida como Istambul +5, reafirmou o Acordo de Istambul e a Agenda UN-Habitat de 1996 e estabeleceu o Programa das Nações Unidas para os Assentamentos Humanos para promover o direito à moradia em cooperação com o Alto Comissariado das Nações Unidas para os Direitos Humanos. Conhecido como UN-Habitat, o programa é o fórum internacional mais importante para o direito à moradia. Ele tem como tarefa promover os direitos habitacionais por meio de campanhas de conscientização e desenvolver padrões e sistemas de monitoramento.

## Implementações

### África do Sul
Os direitos como o direito à participação pública, igualdade, dignidade humana e acesso à informação estão entre os direitos transversais vinculados ao direito à moradia adequada, conforme observado pela Corte Constitucional no caso Governo da República da África do Sul e outros contra Grootboom e outros 2001 (1) SA 46 (CC).
Na África do Sul, a seção 26 do Capítulo Dois da Constituição estabelece que "todos têm direito a ter acesso à moradia adequada". O Departamento de Assentamentos Humanos é responsável por implementar esse mandato. Com base em dados recentes, cerca de 3,6 milhões de sul-africanos ainda vivem em barracos ou assentamentos informais (dados de 2013), enquanto se estima que cerca de 200 mil estão desabrigados ou vivendo nas ruas (dados de 2015).

### Brasil
O direito à moradia é garantido como um direito básico pela Emenda Constitucional n.º 26 de 2000 no Brasil, entretanto, a falta de políticas habitacionais efetivas no país ainda resulta em um déficit de pelo menos 5,8 milhões de moradia (Fundação João Pinheiro, 2019) e 24,8 milhões de residências com algum tipo de inadequação que as tornam insalubres e inseguras para seus moradores. Diversos fatores políticos, sociais, econômicos e culturais têm contribuído para a ineficácia das políticas habitacionais propostas até o momento.

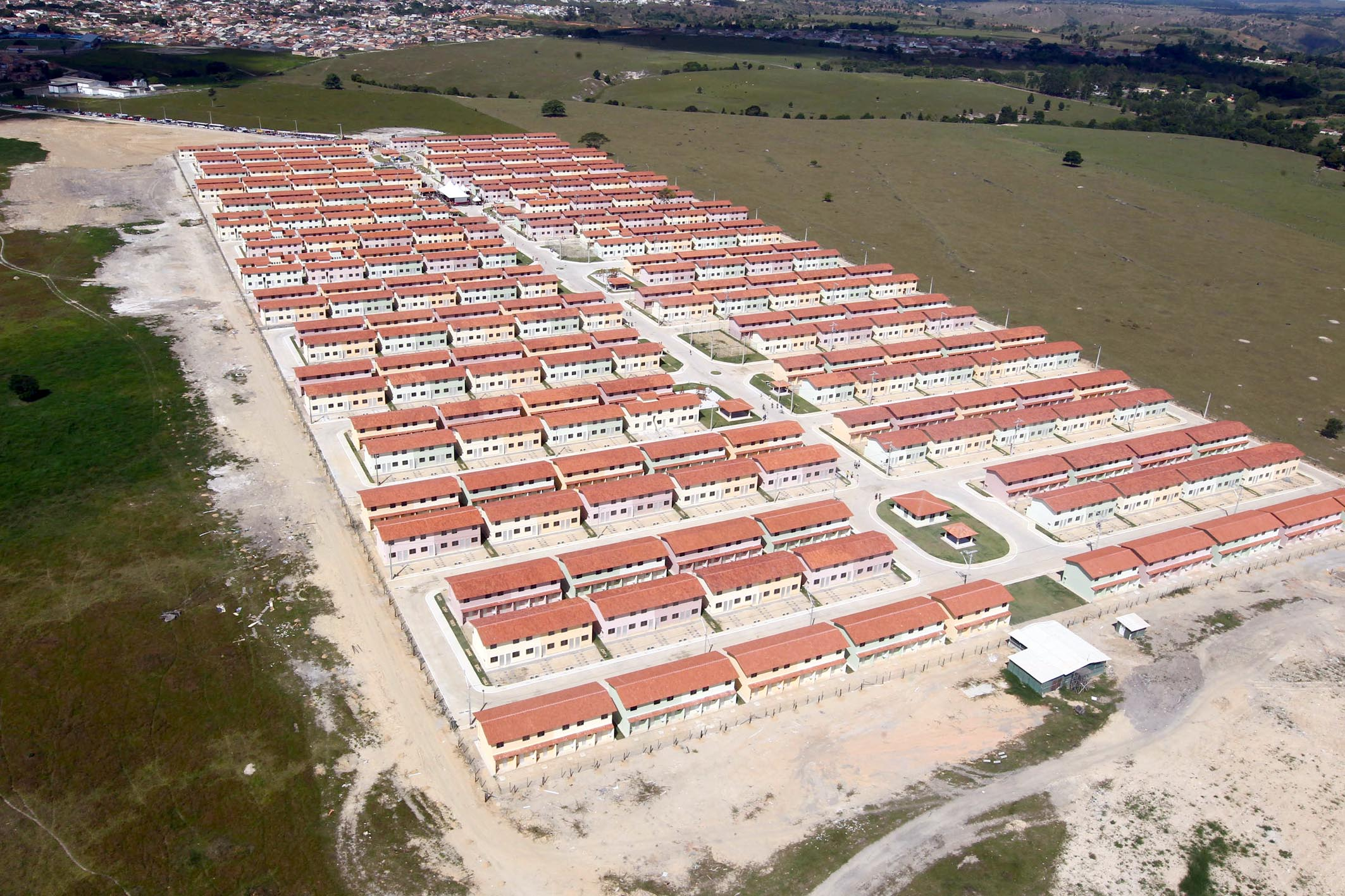
Moradias em Eunápolis do programa Minha Casa, Minha Vida

Uma das políticas habitacionais propostas pelo governo, foi o Minha Casa, Minha Vida, tendo sido criado em 2009, para conter o déficit habitacional. No programa, o governo oferece condições especiais de financiamento acessível. No entanto, diversos problemas relacionados à moradia são sensíveis, tais como a situação de pessoas em situação de rua e as favelas, que são características atreladas à realidade brasileira. Cada uma dessas ocasiões tem suas próprias causas, mas todas têm em comum a falta de capacidade do Estado brasileiro em garantir moradia adequada a todas as pessoas.

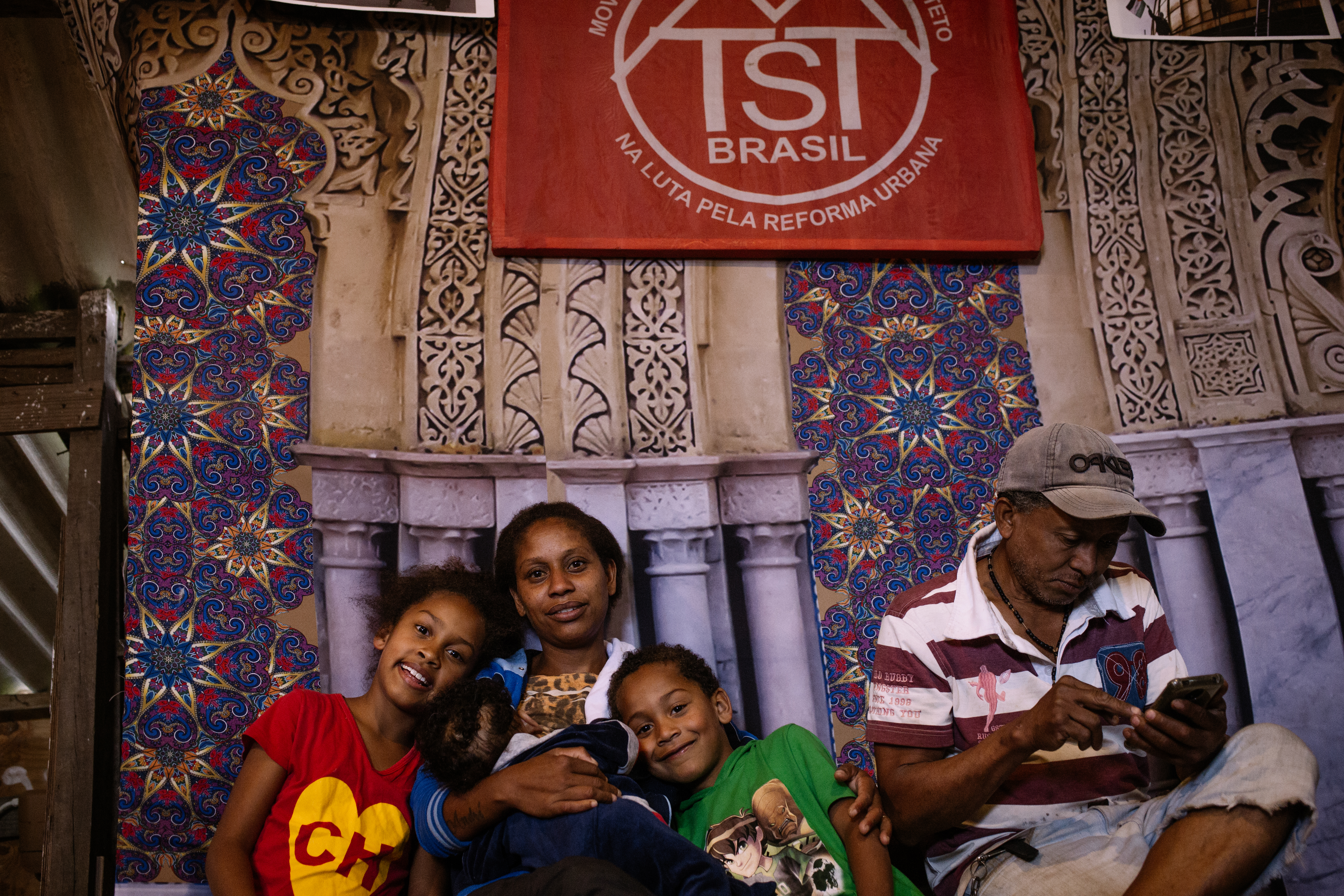
Família na Ocupação Nova Palestina, do MTST, em São Paulo

No país, existem movimentos sociais como o Movimento dos Trabalhadores Sem-Teto (MTST) e a Frente de Luta por Moradia (FLM). Esses movimentos não apenas reivindicam o direito à moradia, mas também lutam por uma cidade mais justa e igualitária, na qual todas as pessoas tenham acesso a serviços públicos de qualidade, transporte, cultura, lazer, entre outros. Os movimentos sociais também promovem ocupações de terrenos e prédios abandonados para pressionar o Estado e chamar a atenção para a situação precária de moradia em que muitas pessoas vivem no país.

### Estados Unidos

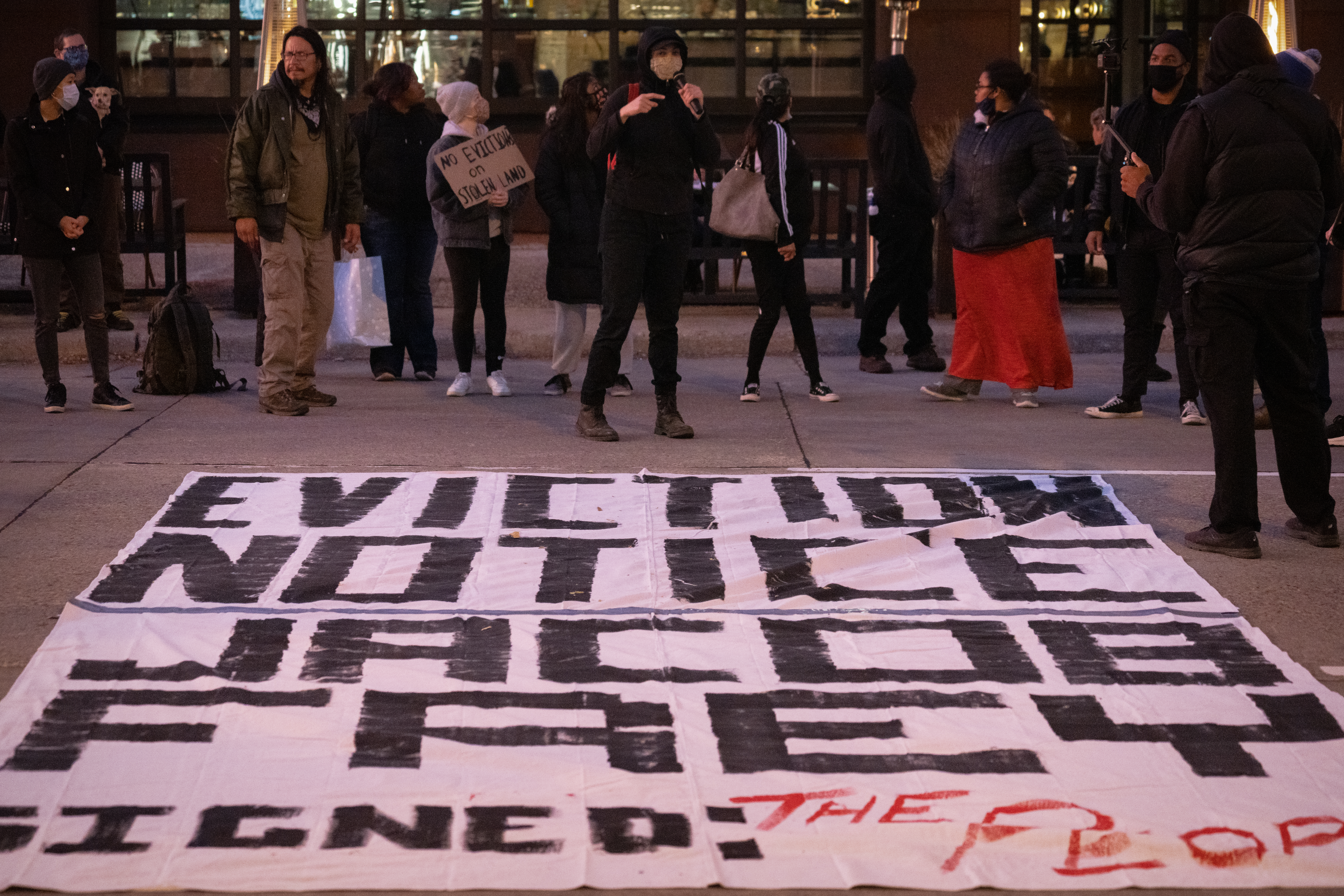
Protesto de 2020 contra despejos em Minneapolis, Minnesota.

Na maioria das jurisdições dos Estados Unidos, não há direito ao abrigo. Uma exceção é Massachusetts, onde as famílias (mas não indivíduos sem-teto) têm o direito a abrigo. Na Califórnia, crianças fugitivas têm o direito de serem admitidas em abrigos de emergência sem o consentimento dos pais. A cidade de Nova Iorque também reconhece o direito a abrigo de emergência.

### Nigéria
O direito à moradia é reconhecido na constituição de 1999, especificamente na seção 43, que afirma que "todo cidadão da Nigéria terá o direito de adquirir e possuir propriedade imóvel em qualquer lugar da Nigéria".
Além disso, na seção 44, é declarado que "nenhum bem móvel ou qualquer interesse em bem imóvel será tomado compulsoriamente e nenhum direito ou interesse em tal propriedade será adquirido compulsoriamente em qualquer parte da Nigéria, exceto conforme o que for prescrito por lei, que, entre outras coisas: requer o pagamento imediato de compensação e garante o acesso das partes ao tribunal para a determinação de seu interesse na propriedade e do valor da compensação a pagar". As disposições da seção 16 (2) (d) da constituição nos Objetivos Fundamentais e Princípios Diretores da Política do Estado afirmam que "o Estado deve direcionar sua política para garantir que moradia adequada e adequada seja fornecida a todos os cidadãos", implicando o reconhecimento da necessidade de fornecer moradia aos cidadãos, mas tal direito exclui o direito à moradia adequada. Além disso, a seção 6 (6) (c) da constituição declarou que os Objetivos Fundamentais e Princípios Diretores são não-jurisdicionais.
As condições habitacionais das pessoas na Nigéria não atendem às leis e normas internacionais de direitos humanos, especialmente grupos vulneráveis, como mulheres, povos indígenas, LGBTQIAP+, pessoas deslocadas internamente e pessoas com deficiência (PD) em áreas rurais de Abuja, Lagos e Port Harcourt. Em 2014, a OMS e o UNICEF afirmaram que 69% da população urbana da Nigéria vivia em "favelas" sem serviços básicos, como água potável, serviços de saneamento, eletricidade, coleta de lixo e estradas pavimentadas. Além disso, a Pesquisa Demográfica e de Saúde da Nigéria de 2013 revelou que 57 milhões e 130 milhões de nigerianos não tinham acesso à água segura e saneamento adequado, respectivamente.
Segundo o Banco Federal de Hipotecas da Nigéria, havia um déficit de 22 milhões de unidades habitacionais em 2019. O governo do estado de Lagos afirmou que o déficit habitacional no estado é de 2,5 milhões de unidades, com 70% de sua população total vivendo em habitações informais. Existe um aumento anual de 20% na demanda habitacional em Abuja, Ibadan e Kano. Em geral, a habitação de mercado privado só é acessível por alguns. Existem poucas habitações para aluguel, que exigem que os inquilinos tenham um aluguel adiantado de mais de um ano. O controle ou limite de aluguel não recebe atenção, além das relações entre proprietários e inquilinos, com leis regulatórias mal aplicadas.

### Portugal
O direito à moradia está previsto no art. 65.º da Constituição da República Portuguesa, sendo reconhecido como direito fundamental pelo ordenamento jurídico lusitano. Portugal, reconhece o direito à habitação, mas sua exequibilidade é controversa, visto que é considerado uma norma programática. Apesar de reconhecer como direito, a nação não cumpre de forma plena as obrigações estipuladas no Pacto Internacional dos Direitos Econômicos, Sociais e Culturais.
Com a nova Lei de Bases de Habitação lançada em 2019, a legislação proibiu o despejo de pessoas vulneráveis, e redução de assentamentos informais, e proprietários com casas vazias podem receber multas.